# Aristolochia burelae
Aristolochia burelae là một loài thực vật có hoa trong họ Aristolochiaceae. Loài này được Herzog mô tả khoa học đầu tiên năm 1931.